# Neomysis orientalis
Neomysis orientalis is een aasgarnalensoort uit de familie van de Mysidae. De wetenschappelijke naam van de soort is voor het eerst geldig gepubliceerd in 1964 door Ii.